# لوسيان لوكلرك
لوسيان لوكلرك (بالفرنسية: Lucien Leclerc)‏ (توفي 1893 م) هو طبيب ومستشرق فرنسي.
أكب على درس التاريخ وأصول اللغات معنياً بالطب العربي خاصة.

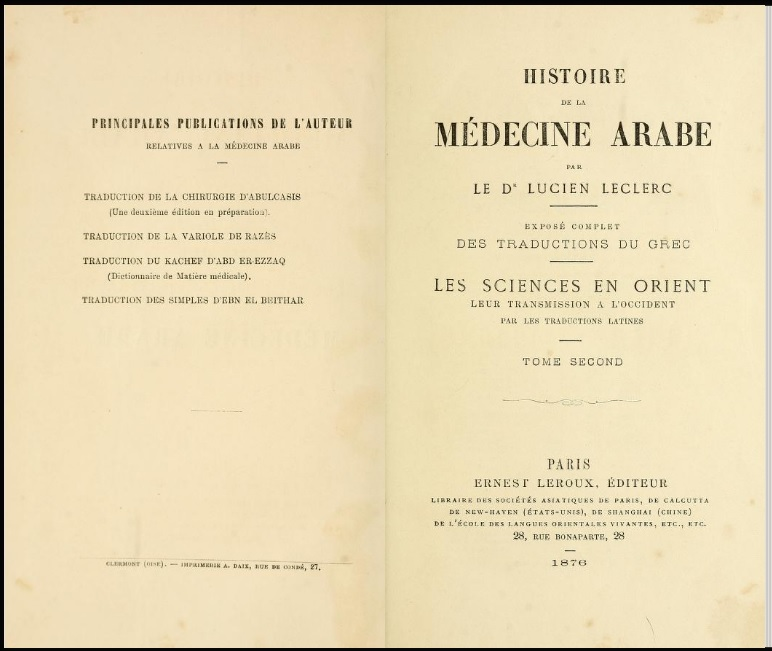
كتاب تاريخ الطب العربيLucien Leclerc - Histoire de la médecine arabe 1876

## آثاره
من آثاره:
- ترجم كتاب التصريف للزهراوي، 1861 م.
- كتاب تاريخ الطب العربي، 1878 م.[2]